# Орляк обыкновенный
Орля́к обыкнове́нный (лат. Pterídium aquilínum) — многолетний травянистый папоротник; вид рода Орляк семейства Деннштедтиевые (Dennstaedtiaceae), по загнутому краю листочка и по продольному крытому ряду спорангиев легко отличимый от других папоротников. Произрастает в умеренных и субтропических регионах обоих полушарий. Первоначально он рос лишь в Евразии и Северной Америке, но чрезвычайная лёгкость его спор привела к тому, что орляк достиг космополитического распространения. Это один из самых распространённых и крупных папоротников в России и сопредельных странах.
Систематическое положение орляка обыкновенного внутри рода и дифференциация его дочерних таксонов до сих пор изучается ботаниками и подвергается пересмотрам, поэтому существует множество синонимов и систем инфравидовых таксонов.
Молодые побеги орляка с древних времён используются как овощ-дикорос в восточной и сибирской кухнях. Неприготовленный орляк и его пыльца, однако, токсичны, так как растение содержит токсичные вещества: фермент тиаминазу, который разрушает витамин B1, и птакилозид, который является канцерогеном. По этой причине для пищевого применения сырьё орляка подвергают различной обработке — вымачиванию в растворах соли, соды, древесной золы и тепловой обработке.

## Этимология

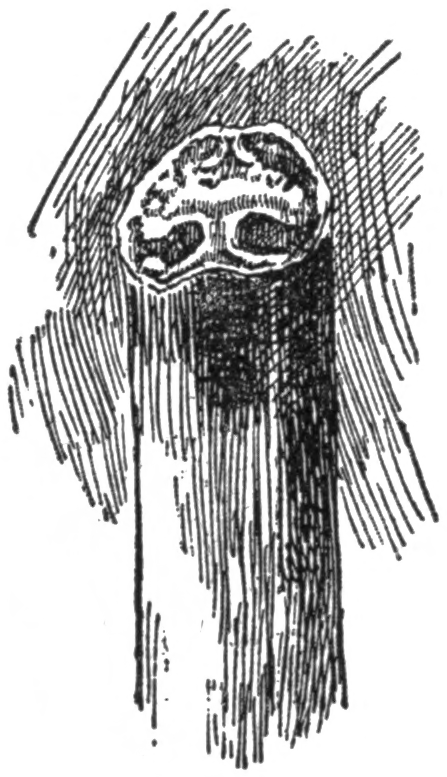
Уильяма Уолворта Стилсона из книги «Our Ferns in their Haunts» Уилларда Н. Клюта

Своё народное название этот папоротник получил от того, что сосудистые пучки в корневище расположены таким образом, что на поперечном разрезе напоминают некое подобие государственного орла (отсюда название у немцев — нем. Adlerwurz или Adlerfarn, у французов — фр. fougère imperiale «имперский папоротник», у поляков — пол. Orlica pospolita).
Первое научное название растению на латыни — Pteris aquilina — дал Карл Линней в 1753 году. Название рода лат. Pteris — латинизированное греческое слово πτέρις, ptéris, означающее «папоротник» или «перистый», а видовой эпитет происходит от латинского aquila — «орёл». В переиздании Flora Suecica в 1755 году Линней объясняет, что это название относится к изображению орла, видимому в поперечном разрезе корня. Несмотря на это, было высказано мнение, что название связано с формой зрелых вай, напоминающих орлиное крыло. Тем не менее средневековые учёные, в том числе Эразм Роттердамский, считали, что рисунок волокон на поперечном срезе ножки напоминает двуглавого орла или дуб.
Затем в 1879 году немецкий ботаник Максимилиан Кун перенёс вид в род Орляк (Pteridium), название которого происходит от др.-греч. πτερόν, pteron — «крыло», «перо» с уменьшительным суффиксом -idium, который в греческих заимствованиях указывает, что объект маленький или является частью чего-то.
В английском языке обиходное название орляка «Pteridium aquilinum — bracken» дано по названию рода. Это слово имеет древнескандинавское происхождение и связано со шведским bräken и датским bregne; оба они означают «папоротник». В прошлом род Орляк (Pteridium) считался монотипным, имеющим только один вид Pteridium aquilinum, но в последнее время в науке наблюдается склонность разделять его примерно на десять видов.
В XIX веке в России орляк имел следующие обиходные названия: абага, волчьи зубы, лапушка боровая, крыло орлиное, женский папоротник, папороть, холостая папороть, орлышник, орличник, папорот, водяной папоротник, еланный папоротник, дикий рябинник, синяя рябинка, гумбра, гвимбра.

## Ботаническое описание
Многолетнее травянистое растение. Полиморфный вид. В России папоротник орляк может достигать в высоту 150 см и выше, но в основном размеры колеблются от 30 до 100 см.
Его корневая система мощная, сильно разветвлённая, состоящая из чёрных горизонтальных и вертикальных глубоко расположенных подземных шнуровидных корневищ, которые могут достигать длины до 1 метра.
Черешки, ребристые, высотой 15–30(40) см, растут из ползучих побегов
Вайи дважды-трижды перистые, со своеобразным запахом, плотные и жёсткие, кожистые, в очертании — треугольные, на длинных мясистых черешках, которые снизу  часто опушённые. Листочки продолговатые, ланцетовидные, на конце — тупые, при основании — иногда лопастные или перисто-надрезанные. Листья не зимующие. Нижняя пара перьев у своего основания имеет нектарники, выделяющие сладкую жидкость, которая привлекает муравьёв. Край сегментов листьев завёрнут.

Морфология
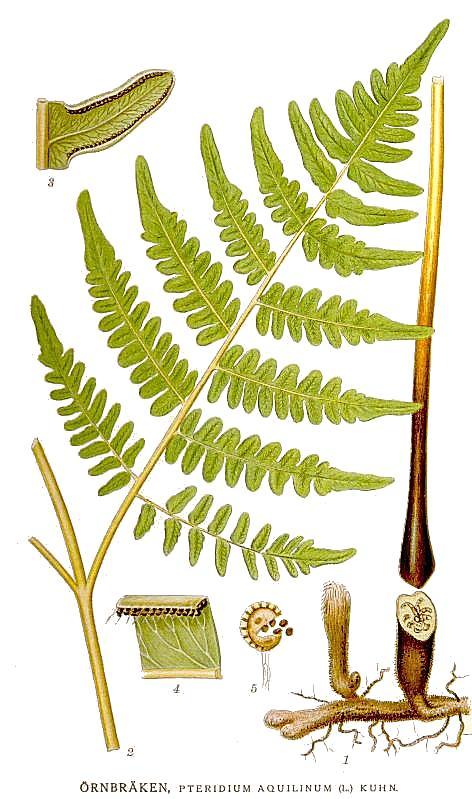
Ботаническая иллюстрация из книги К. А. М. Линдмана Bilder ur Nordens Flora, 1917—1926
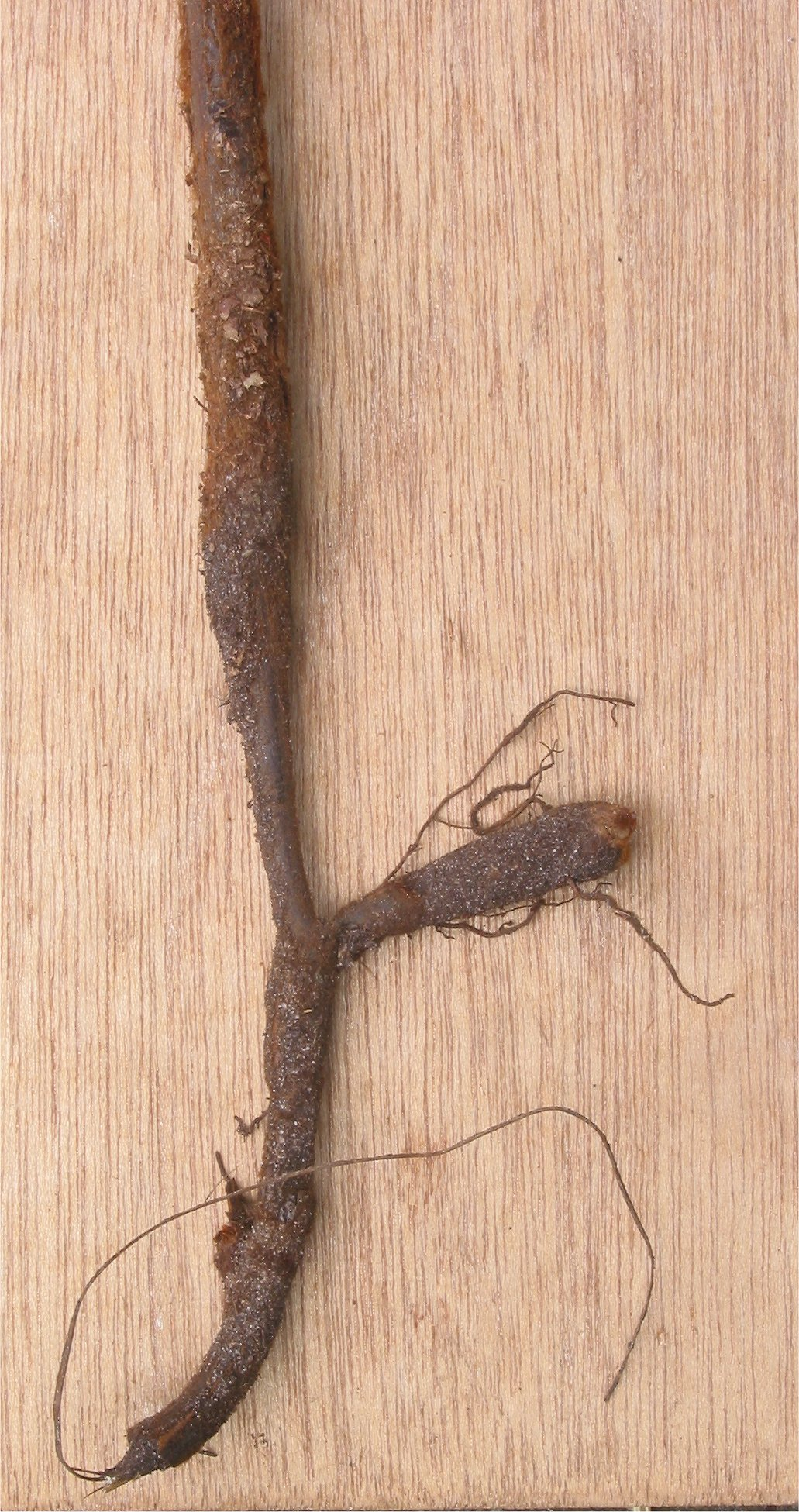
Корневище
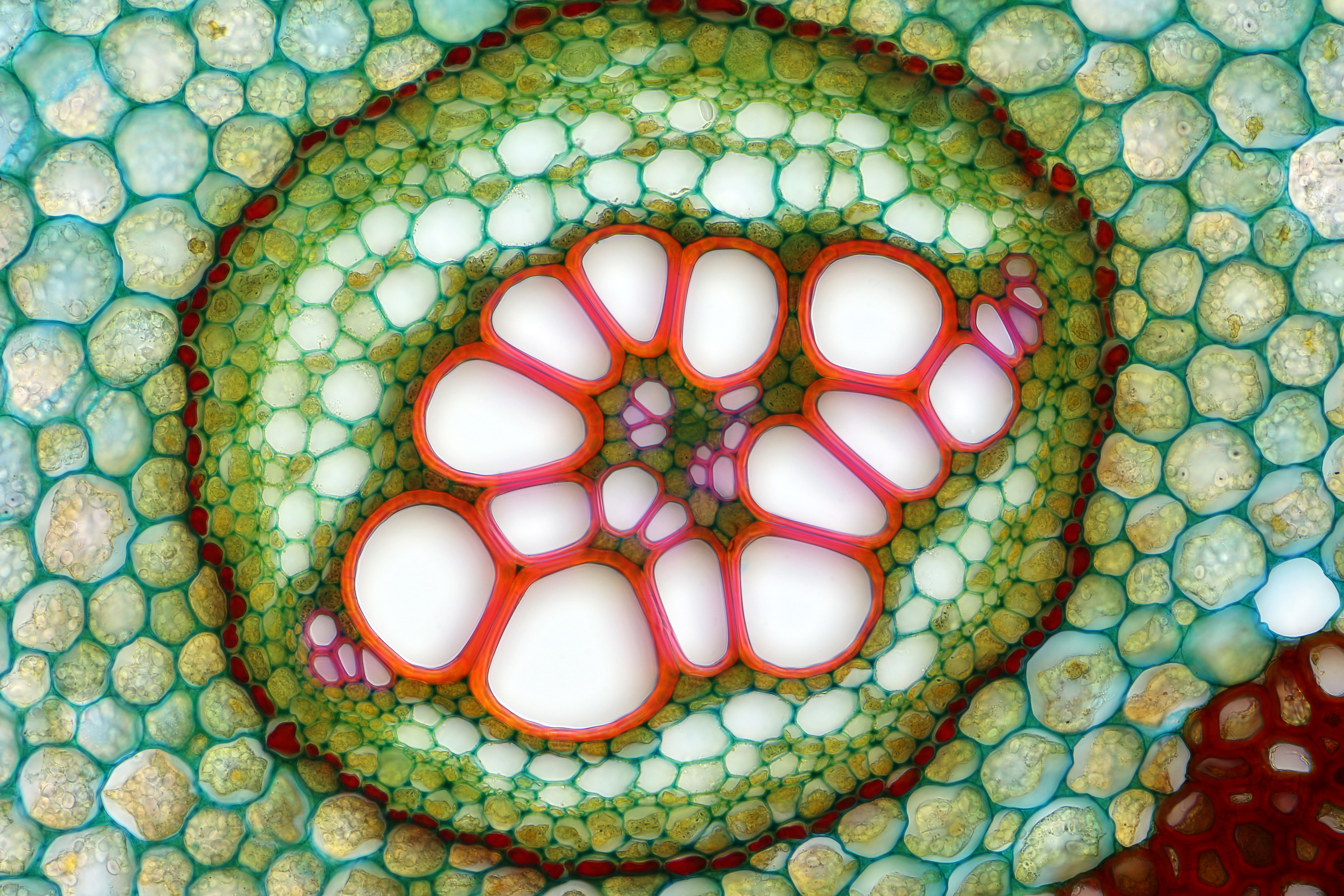
Амфикрибральный проводящий пучок (флоэма) корневища
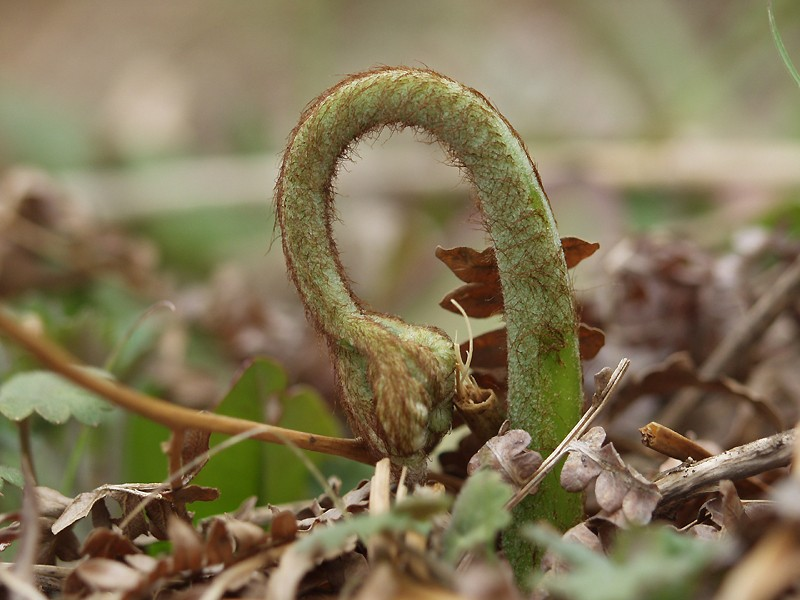
Молодой побег до распускания вайи
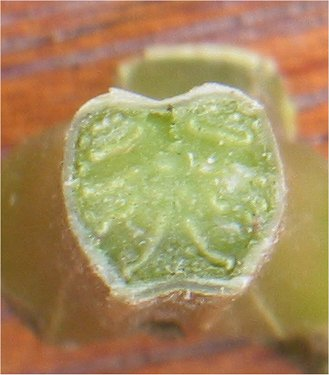
Стебель в сечении с очертаниями орла
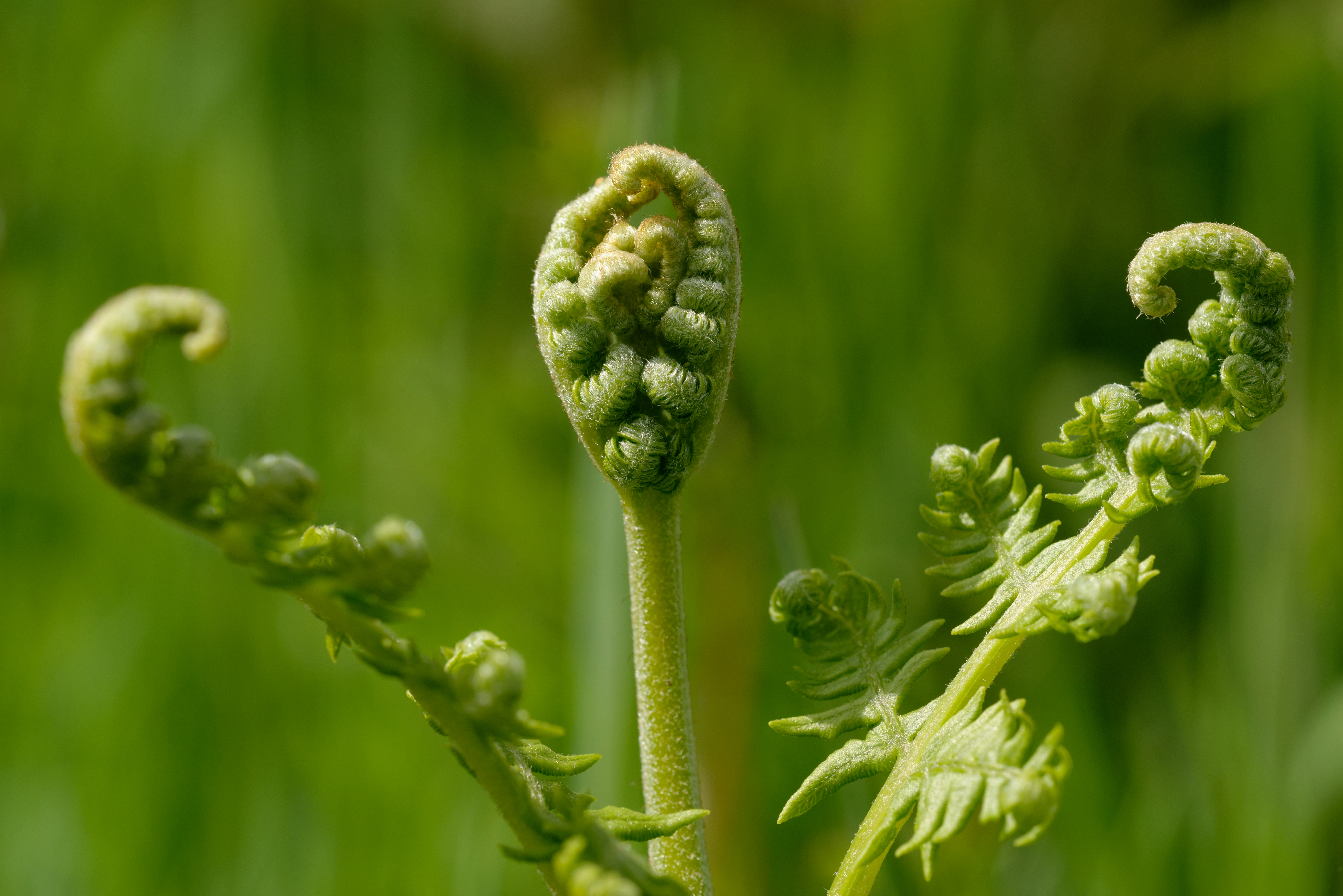
Распускающиеся вайи
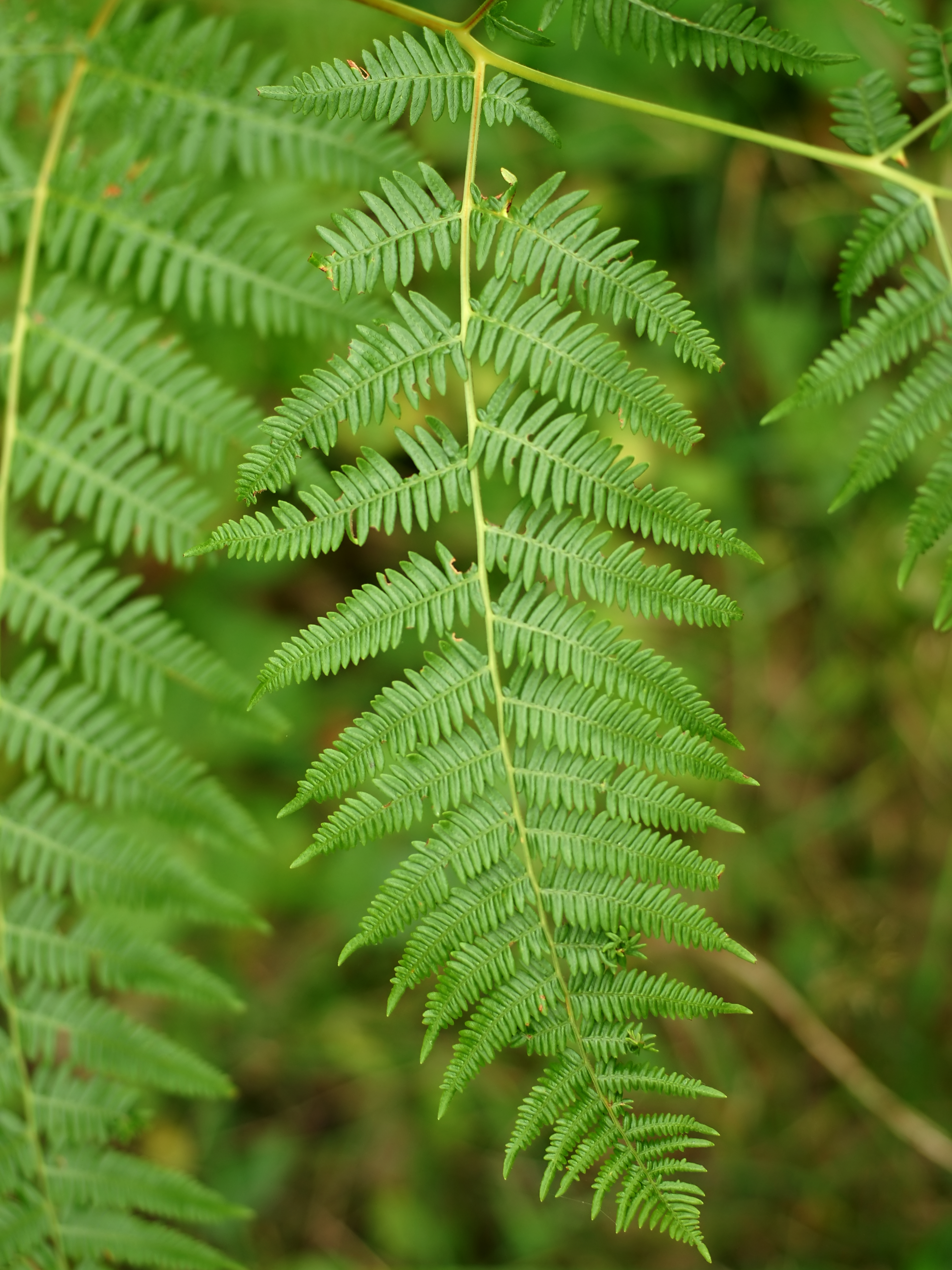
Перистое оперение большой ветви
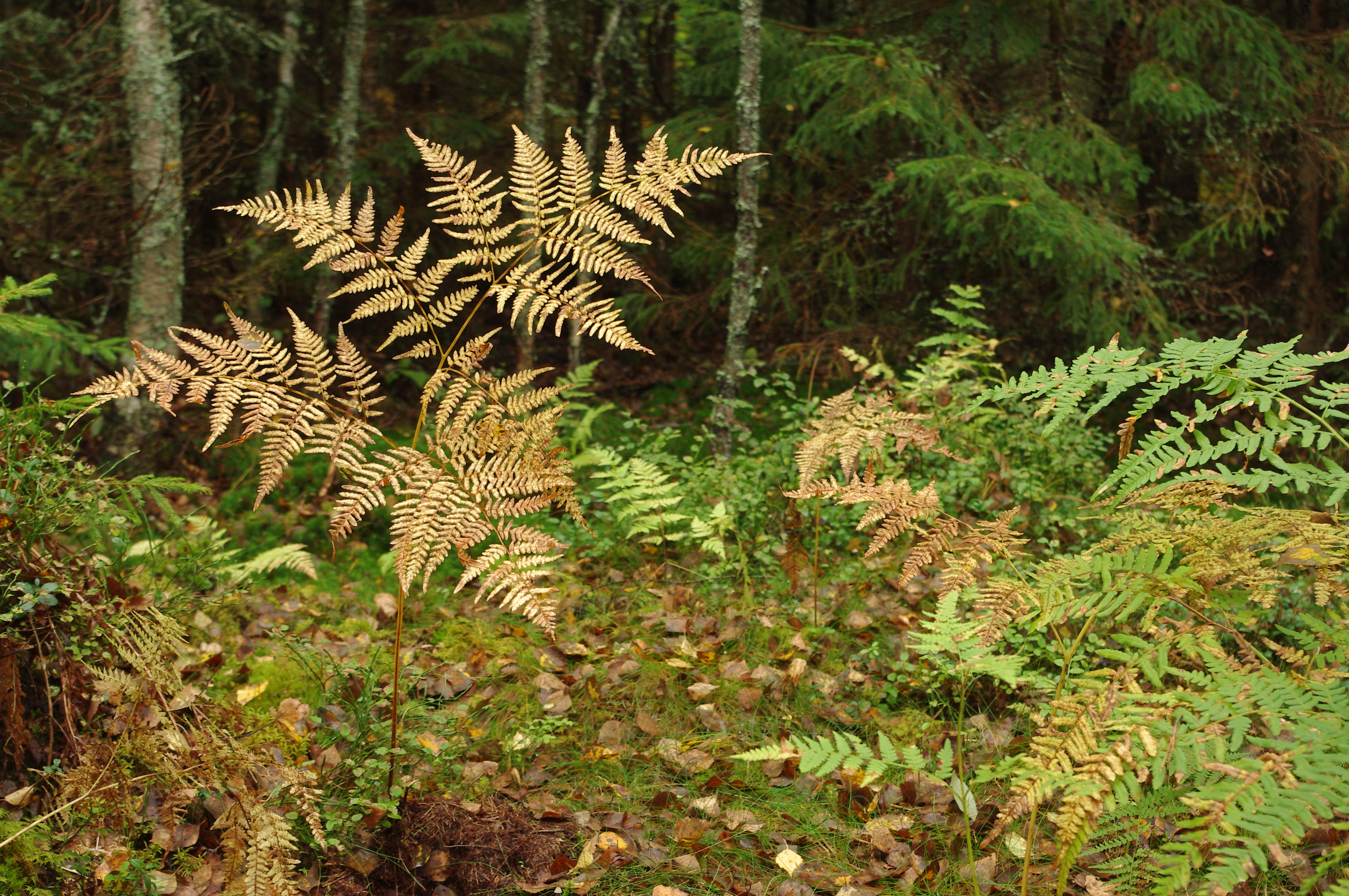
Растения в осенней окраске

Сорусы расположены по прикрывающему их краю листовой пластинки; лежат на сосудистом тяже, соединяющем концы жилок (этим орляк схож с родом птерис (pteris) семейства Птерисовые (Pteridaceae), также имеющим слитный сорус, защищённый отогнутым краем листа). С внутренней стороны этого тяжа прикреплено слабо развитое внутреннее покрывальце, имеющее вид непрерывной или разорванной плёнки, иногда же оно представлено немногочисленными волосками. Спорангии развиваются не ежегодно. Споры шаровидно-тетраэдрические, созревают в июле — августе.
Хромосомное число 2n = 104.

## Распространение

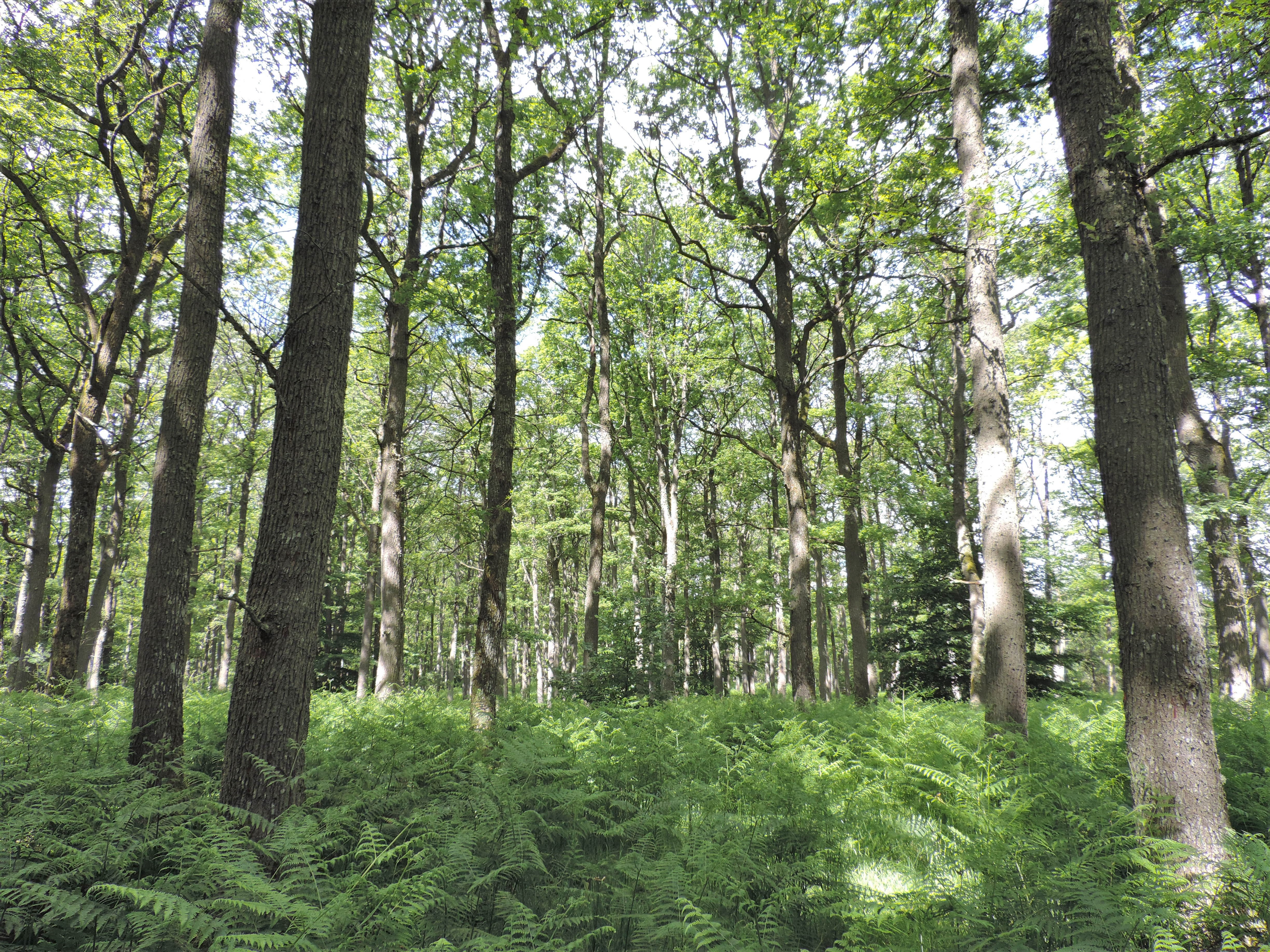
Орляк в лесу

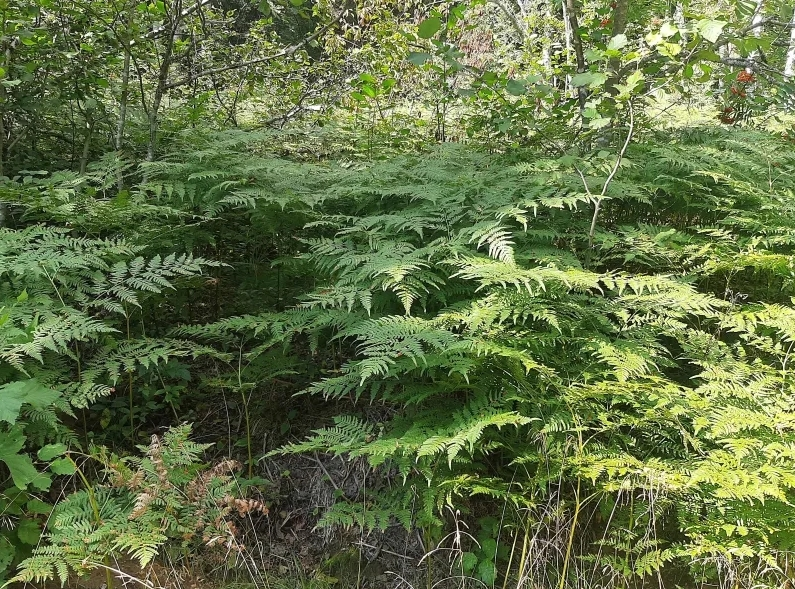
Папоротник орляк в Карелии. Растение может быть очень высоким

Произрастает в Европе, Восточной Азии и Северной Америке, но в настоящее время имеет почти космополитическое распространение — встречается повсеместно по земному шару, кроме арктических районов, степей и пустынь.
В Америке он встречается на всей континентальной части США и в канадских провинциях Онтарио, Квебек и Ньюфаундленд. Северная граница его ареала простирается до южной Аляски, а южная достигает северных частей Мексики, а также Больших Антильских островов в Карибском море. Сорняк на кислых горных пастбищах северо-западной Европы.
В России он растёт в европейской части, Сибири и на Дальнем Востоке, а также на Урале. В Сибири северная граница ареала орляка проходит по 60 ° с. ш. до Забайкалья, смещаясь здесь к югу примерно до 52 ° с. ш., на юге Сибири орляк доходит до государственной границы с Китаем и Монголией. В область распространения орляка на этой территории не входят аридные районы Средней и Восточной Сибири и болота Западной Сибири.
Место обитания — светлые леса: как светлохвойные (обычен на песчаной почве в сосновых лесах, в мелколиственно-сосновых лесах), так и лиственные (особенно березняки), лесные опушки, открытые возвышенные места, пастбища, заросли кустарников. Довольно обилен и в травяном покрове разреженных черневых лесов — пихтово-кедровых крупнотравных, широкотравных и папоротниковых. Встречается в черневом и таёжном поясах. Предпочитает лёгкие и бедные почвы, иногда встречается на известняках, но предпочитает кислые почвы. В горах достигает средне- или (реже) верхнегорного пояса.
Адаптирующиеся растение, папоротник-орляк легко заселяет нарушенные территории. Он может даже быть агрессивным в странах, где он является аборигенным видом — например, в Англии, где он вторгается в верещатники из вереска обыкновенного (Calluna vulgaris (L.) Hill), произрастающего на болотах Северного Йоркшира. В Ирландии папоротник-орляк встречается в открытых лесах и на песчаных пастбищах; в Шотландии — в том числе и в горах Шотландского нагорья.

### Охранный статус
Растение указано в Красных книгах республик Коми и Саха (Якутии), Мурманской и Ростовской областей Российской Федерации, Донецкой области Украины, Республики Молдовы.

## Экология
Орляк — чувствительный к морозу корневищный геофит, ползучее растение и самый крупный местный папоротник. Образует АМ-микоризу — особую форму симбиоза с грибом, контактирующим с тонкой корневой системой растения. Иногда образует сплошные заросли на значительной площади, нередко доминирует в травяном покрове. В естественных местообитаниях орляк редко становится агрессивно расселяющимся растением, но деятельность человека способствует превращению его в один из самых распространённых папоротников.
Густые насаждения папоротника-орляка становятся проблематичными для лесного хозяйства, поскольку они обладают «затеняющим» эффектом, а именно — делают невозможным почти любое естественное возобновление деревьев под его пологом и могут быстро затемнить всходы деревьев, посаженные на окультуренных лесных площадях. На неиспользуемых сельскохозяйственных землях папоротник орляк иногда может также широко распространяться и препятствовать возобновлению использования, поэтому при необходимости против папоротника применяют гербициды с глифосатом. Механический или биологический контроль показывает меньший успех.

### Половое размножение
При половом размножении спора первоначально производит не новый папоротник, а листовидный зелёный зародыш с простым (гаплоидным) набором хромосом — заростком. Затем проталлий образует настоящие зародышевые клетки. Если вода присутствует в качестве среды, в которой могут двигаться зрелые зародышевые клетки, происходит оплодотворение. Оплодотворенная яйцеклетка заростка снова создает новое диплоидное растение папоротника с полным набором хромосом.

### Вегетативное размножение
Глубоко залегающие корневища и способность к бурному вегетативному размножению позволяют орляку осваивать вырубки и гари, заброшенные поля, плантации и пастбища. В Финляндии были найдены корневища длиной до 60 м, возраст которых оценивается в 1500 лет. В некоторых странах на сенокосах он считается трудноискоренимым сорняком, требующим специальных мер борьбы.

## Химический состав
Всё растение содержит органические кислоты (фумаровую, янтарную), каротиноиды (в том числе каротин и лютеин), сесквитерпеноиды, стероиды, цианогенные соединения, фенолкарбоновые кислоты, фенольные соединения (в том числе лигнин), дубильные вещества, флавоноиды (в том числе изокверцитрин, рутин). В корневищах найдены углеводы и родственные им соединения (галактоза, ксилоза, фукоза, арабиноза), ароматические соединения, липиды. В надземной части обнаружены тритерпеноиды, в листьях (вайях) — коричная, бензойная, кумаровая, кофейная, феруловая, протокатеховая, ванилиновая кислоты. Содержит канцероген птаквилозид и фермент тиаминазу (разрушает тиамин — витамин B1).
Биологически активные вещества папоротника представлены витаминами A, С, PP, B-каротином. Установлено, что преобладающими в составе папоротника по содержанию компонентами являются бензальдегид, который накапливается до 44 % и гексаналь — до 23 % от общего количества веществ.

### Токсичность и канцерогенность
Орляк содержит фермент тиаминазу, разрушающий витамин В1, а щелок содержит примерно 0,05–0,06% птакилозида, который является канцерогеном. Известно, что птакилозид вызывает геморрагические заболевания у жвачных животных, опухоли и гематологические проблемы у нежвачных животных, а также коррелирует с раком пищевода и желудка у людей.
Высокий уровень заболеваемости раком желудка наблюдается в Японии и Северном Уэльсе, где молодые стебли используются в качестве овощей, но неизвестно, играет ли папоротник-орляк какую-либо роль или рак может быть связан с другой причиной. Считается, что потребление молока, загрязненного птакилозидом, способствует развитию рака желудка у людей в андских штатах Венесуэлы. Споры также считаются канцерогенами, поэтому пыльца орляка может загрязнять этим канцерогеном воздух и питьевую воду в местах произрастания орляка. Потребление воды и мяса, зараженным птакилозидом, также может быть опасным.
У домашнего скота, такого как коровы, лошади и овцы могут наблюдаться симптомы отравления, если они употребляют папоротник орляк, а также у людей, если они употребляют его в сыром виде. В 1940-х годах сообщалось, что хроническая гематурия у крупного рогатого скота возникала на фермах, рядом с которыми произрастало большое количество папоротника-орляка, а в 1960-х годах проводились опыты по скармливанию крупному рогатому скоту папоротника-орляка, что вызывало острую интоксикацию, что приводило к нарушениям костного мозга, снижению уровня лейкоцитов и тромбоцитов, кровотечениям и хронической гематурия. В мочевом пузыре коров были обнаружены опухоли. Это послужило толчком к исследованию канцерогенеза папоротника-орляка. Для профилактики эффективным является удаление папоротника-орляка с пастбищ.
Для употребления в пищу проводят детоксикацию, которая сводится к удалению щёлока — традиционные методы приготовления включают отвариванием в кипящей воде (иногда с добавлением щелочи в виде древесной золы или пищевой соды) и засолку. При этом птакилозид растворим в воде, и его содержание снижается при замачивании папоротника в прохладной воде. Корейские и японские повара традиционно замачивают побеги в воде c золой, чтобы вывести токсины из растения перед едой. Птакилозид также разлагается при комнатной температуре, что объясняет, почему исследования на крысах проводились с токсином, хранившимся при −20 °C. При температуре кипения канцероген практически полностью денатурирует. Соль и пищевая сода также способствуют разрушению химического вещества.
Приведённые меры значительно уменьшают количество опасных веществ, но не убирает их полностью, поэтому существует мнение, что лучше избегать употребления в пищу чрезвычайно больших количеств папоротника, с другой стороны  опасения с точки зрения канцерогенности может вызвать только регулярное употребление папоротника в больших количествах.
Было высказано предположение, что добавки селена могут предотвратить, а также обратить вспять иммунотоксические эффекты, вызванные птакилозидом из Pteridium aquilinum.

## Таксономия

### Систематическое положение
Орляк обыкновенный был впервые описан как вид рода Птерис (Pteris) под названием Pteris aquilina L.basionym  шведским ботаником Карлом Линнеем во втором томе его книги Species Plantarum в 1753 году.
Вид был перенесён в род Орляк (Pteridium) немецким ботаником Фридрихом Адальбертом Максимилианом Куном в 1879 году.
Традиционно Pteridium aquilinum считали единственным видом монотипного рода Орляк (Pteridium), но позднее ботаники признали до 11 видов внутри рода. Одним из первых ревизию рода в мировом масштабе провел Ролла Милтон Трайон мл. (1941), признав, что род представлен одним видом — Pteridium aquilinum (L.) Kuhn с двумя подвидами:  subsp. typicum, распространенным в Северном полушарии, и  subsp. caudatum (Hook.) Tryon — в Южном.
Генетический анализ Pteridium из 100 различных мест по всему миру выявил два различных вида, и, несмотря на общее название «орляк» вторым видом является Pteridium esculentum. Хотя южный P. esculentum демонстрирует небольшое генетическое разнообразие среди физически изолированных мест, P. aquilinum имеет отдельные группы в континентальном масштабе. Однако доказательства дальнего потока генов были обнаружены в образцах, взятых с Гавайев, которые представляли элементы как североамериканского, так и азиатского подвида P. aquilinum.
В советской и российской литературе в некоторых обработках рода для региональных флор имеются упоминания о формах и разновидностях и видах орляка. В 2000-х проводились специальные исследования орляка в Европейской России и на Кавказе, в результате чего установлен полиморфизм рода на этой территории, который отражен в таксонах разных категорий — от самостоятельных видов с разновидностями до подвидов.

### Ботаническая цитата
Pteridium aquilinum (L.) Kuhn, 1879, Botanik von Ost-Afrika 3(3): 11.

### Синонимы
По данным GBIF на январь 2024 года в синонимику вида входят 17 синонимов:
1. = Filix aquilina (L.) Farw. (1931)
2. = Filix foemina subsp. aquilina (L.) Farw.
3. = Filix foemina var. pseudocaudata (Clute) Farw.
4. = Paesia aquilina (L.) T.Moore
5. = Pteridium aquilinum subsp. capense Allen
6. = Pteridium aquilinum subsp. typicum R.M.Tryon (1941)
7. = Pteridium aquilinum var. lanuginosum Henriq. (1887)
8. = Pteridium ceheginense Barnola (1912)
9. = Pteridium heredii (Clemente ex Colmeiro) Joaquin
10. = Pteridium pinetorum subsp. sajanense C.N.Page & R.R.Mill (2012)
11. = Pteris aquilina Michx.
12. = Pteris aquilina f. glabrior Carruth. (1901)
13. = Pteris aquilina var. languinosa Bong. (1832)
14. ≡ Pteris aquilina var. pubescens Spreng.
15. = Pteris aquilina var. pubescens Spreng. ex Liebm.
16. = Pteris aquilina var. umbrosum Luerss.
17. = Pteris aquilina var. vera T.Moore (1848)

При этом множество синонимов относятся к дочерним таксонам (см. дале).

### Разновидности и подвиды
Несмотря на большой интерес к этому роду и огромное число работ, посвящённых как таксономии, так и биологии орляка, ясного представления о его полиморфизме, статусе и ареалах отдельных таксонов до настоящего времени не существует.
По состоянию на 2024 год, по данным GBIF признаны 12 подвидов и одна разновидность.
1. Pteridium aquilinum subsp. aquilinum Kuhn. (1879)  — наиболее распространенный и агрессивный подвид; обычен на большей части Британии, в Атлантической, Центральной и Южной Европе; в России — на Северном Кавказе.

 = [syn. Allosorus aquilinus (L.) C.Presl (1836)]

 = [syn. Allosorus coriifolius (Kunze) Pappe & Rawson (1858)]

 = [syn. Allosorus recurvatus C.Presl (1836)]

 = [syn. Allosorus tauricus C.Presl (1836)]

 = [syn. Allosorus villosus C.Presl (1836)]

 = [syn. Asplenium aquilinum (L.) Bernh. (1799)]

 = [syn. Cincinalis aquilina (L.) Gled. (1765)]

 = [syn. Cincinalis aquilina (L.) Trevis. (1874)]

 = [syn. Cincinalis gleditschii Gueldenst.]

 = [syn. Eupteris aquilina (L.) Newman]

 = [syn. Filix aquilina (L.) Woyn. (1914)]

 = [syn. Filix-foemina aquilina (L.) Farw.]

 = [syn. Filix-foemina vulgaris Hill]

 = [syn. Gymnogramma gardneri Baker]

 = [syn. Ornithopteris aquilina (L.) J.Sm.]

 = [syn. Paesia aquilina (L.) Keyserl.]

 = [syn. Paesia coriifolia (Kunze) T.Moore]

 = [syn. Polypodium austriacum Jacq.]

 = [syn. Pteridium aquilinum f. pubescens Hieron.]

 = [syn. Pteridium aquilinum subsp. atlanticum C.N.Page (1989)] — Орляк атлантический

 = [syn. Pteridium aquilinum subsp. brevipes (Tausch) E.Wulff]

 = [syn. Pteridium aquilinum subsp. fulvum C.N.Page (1994)] —  известен из относительно небольшого числа разрозненных местообитаний в Центральной Шотландии, в последнее десятилетие обнаружены популяции в Корнуолле.

 = [syn. Pteridium aquilinum subsp. heredia (Clemente ex Colmeiro) Jermy]

 = [syn. Pteridium aquilinum subsp. herediae (Colmeiro) Jermy (1987)]

 = [syn. Pteridium aquilinum subsp. tauricum (C.Presl) Gureeva & C.N.Page]

 = [syn. Pteridium aquilinum var. aquilinum]

 = [syn. Pteridium aquilinum var. glabrum (Hook.) Luerss.]

 = [syn. Pteridium aquilinum var. umbrosum Luerss.]

 = [syn. Pteridium ceheginense Barnola ex Joaquin]

 = [syn. Pteridium heredia (Clemente ex Colmeiro) Joaquin]

 = [syn. Pteridium herediae (Colmeiro) Á.Löve & Kjellq.]

 = [syn. Pteridium tauricum V.I.Krecz. ex Grossh.]

 = [syn. Pteris aquilina L. basionym]

 = [syn. Pteris aquilina f. transcaucasica Rupr.]

 = [syn. Pteris aquilina var. glabra Hook. (1858)]

 = [syn. Pteris aquilina var. transcaucasica Rupr. (1845)]

 = [syn. Pteris auriculata Goldm.]

 = [syn. Pteris borealis Salisb.]

 = [syn. Pteris brevipes Tausch]

 = [syn. Pteris coriifolia Kunze]

 = [syn. Pteris firma Wall.]

 = [syn. Pteris foemina Gray]

 = [syn. Pteris foemina var. minor Gray]

 = [syn. Pteris gardneri Ettingsh.]

 = [syn. Pteris heredia Colmeiro]

 = [syn. Pteris nudicaulis Gueldenst.]

 = [syn. Saccoloma gardneri Lesquereux (1873)]
2. Pteridium aquilinum subsp. brownseyi (Fraser-Jenk.)

 ≡ [syn. Pteridium brownseyi Fraser-Jenk. (1997)basionym]
3. Pteridium aquilinum subsp. capense (Thunb.) C.Chr. (1906) — подвид, обитающий в Африке, растет в основном в сезонно засушливом тропическом биоме.

 = [syn. Allosorus capensis (Kaulf.) C.Presl (1836)]

 = [syn. Allosorus capensis (Thunb.) Pappe & Rawson (1868)]

 = [syn. Allosorus hottentottus C.Presl (1836)]

 = [syn. Allosorus lanuginosus (Bory ex Willd.) C.Presl (1836)]

 = [syn. Cincinalis lanuginosa (Bory ex Willd.) Trevis.]

 = [syn. Onychium capense Kaulf.]

 = [syn. Pteridium aquilinum var. lanuginosum (Bory ex Willd.) Kuhn]

 = [syn. Pteridium capense (Thunb.)]

 = [syn. Pteridium lanuginosum (Bory ex Willd.) Clute]

 = [syn. Pteris aquilina f. lanuginosa (Bory ex Willd.) Kuntze]

 = [syn. Pteris aquilina var. lanuginosa (Bory ex Willd.) Hook.]

 ≡ [syn. Pteris capensis Thunb. (1800)basionym]

 ≡ [syn. Pteris lanuginosa Bory]

 = [syn. Pteris lanuginosa Bory ex Willd.]

 = [syn. Pteris lanuginosa Spreng.]

 = [syn. Pteris lanuginosa var. capensis (Thunb.) J.Agardh]

 = [syn. Pteris sprengelii Steud.]

4. Pteridium aquilinum subsp. centrali-africanum Hieron. (1914)

 = [syn. Pteridium aquilinum var. africanum Bonap.]

 ≡ [syn. Pteridium centraliafricanum (Hieron. ex R.E.Fr.) Alston]
5. Pteridium aquilinum subsp. decompositum (Gaudich.) Lamoureux ex J.A.Thomson. (2004) — подвид, обитающий на Гавайях

 ≡ [syn. Pteridium aquilinum subsp. decompositum (Gaudich.) Lamoureux]

 = [syn. Pteridium aquilinum subsp. decompositum (Gaudich.) R.M.Tryon]

 = [syn. Pteridium aquilinum var. decompositum (Gaudich.) R.M.Tryon]

 = [syn. Pteridium capense var. decompositum (Gaudich.) Nakai (2004)]

 = [syn. Pteridium decompositum (Gaudich.) Christenh. (2018)]

 ≡ [syn. Pteris decomposita Gaudich. (1829)basionym]

6. Pteridium aquilinum subsp. feei (W.Schaffn. ex Fée) J.A.Thomson, Mickel & Mehltr. (2008)

 = [syn. Pteridium aquilinum (W.Schaffn. ex Fée) Maxon ex Yunck.]

 = [syn. Pteridium aquilinum (W.Schaffn.) Maxon]

 ≡ [syn. Pteridium feei (Schaffn. ex Fée) Maxon]

 = [syn. Pteridium feei (Schaffn. ex Fée) Maxon ex Faull]

 ≡ [syn. Pteris feei W.Schaffn.]

 ≡ [syn. Pteris feei W.Schaffn. ex Fée]

7. Pteridium aquilinum subsp. japonicum (Nakai) Á.Löve & D.Löve (1977) — родной ареал этого подвида от Китая до Индокитая.

 = [syn. Pteridium aquilinum f. glabrum Tardieu & C.Chr.]

 = [syn. Pteridium aquilinum f. longipes Senkozi & Akasawa (1979)]

 ≡ [syn. Pteridium aquilinum var. japonicum Nakai (1925)]

 = [syn. Pteridium japonicum (Nakai) Tardieu & C.Chr. (1939)] — Орляк японский

 = [syn. Pteridium latiusculum subsp. japonicum (Nakai) Fraser-Jenk. (2015)]

 = [syn. Pteridium pinetorum subsp. sajanense Stepanov (2012)] —  орляк Саянский, в Западных Саянах у местных сборщиков дикоросов известен под обиходным названием «белый орляк». 

 = [syn. Pteridium pinetorum subsp. sibiricum Gureeva & C.N.Page (2005)] — орляк Сибирский, в Западных Саянах у местных сборщиков дикоросов известен под обиходным названием «коричневый орляк».

8. Pteridium aquilinum subsp. latiusculum (Desv.) Hultén (1941) — Китай, Япония, Тайвань, север Европы, почти повсюду в Канаде и США, север Мексики) — концевые членики перышек в 2–4 раза длиннее ширины; Края сегментов и абаксиальная поверхность средней жилки и рёбер лопасти мохнатые.

 = [syn. Pteridium aquilinum subsp. latiusculum (Desv.) C.N.Page]

 = [syn. Pteridium aquilinum subsp. latiusculum (Desv.) Hultén ex R.T.Clausen]

 ≡ [syn. Pteridium aquilinum subsp. latiusculum (Desv.) J.Underw.]

 = [syn. Pteridium aquilinum subsp. latiusculum (Desv.) J.Underw. ex F.Heller]

 = [syn. Pteridium aquilinum subsp. latiusculum (Desv.) W.C.Shieh]

 = [syn. Pteridium aquilinum var. champlainense B.Boivin]

 ≡ [syn. Pteridium aquilinum var. latiusculum' (Desv.) Underw.]

 = [syn. Pteridium aquilinum var. latiusculum (Desv.) Underw. ex A.Heller ]

 = [syn. Pteridium latiusculum (Desv.) Hieron. (1914)]

 = [syn. Pteridium latiusculum (Desv.) Hieron. ex Fr.]

 = [syn. Pteridium latiusculum (Desv.) Hieron. ex T.C.E.Fr.] — Орляк широковатый

 = [syn. Pteridium latiusculum (Desv.) Maxon]

 = [syn. Pteridium latiusculum (Desvaux) Hieronymus ex R.E.Fries]

 = [syn. Pteridium latiusculum f. berdii Moldenke]

 = [syn. Pteridium latiusculum subsp. latiusculum]

 = [syn. Pteridium latiusculum var. verum Wherry]

 ≡ [syn. Pteris latiuscula Desv. (1827)basionym]

9. Pteridium aquilinum subsp. pinetorum (C.N.Page & R.R.Mill) J.A.Thomson (2004) — восточная раса вида, представленная на территории Сибири

 = [syn. Pteridium aquilinum subsp. osmundaceum (Christ) P.D.Sell]

 = [syn. Pteridium aquilinum subsp. pinetorum (C.N.Page & R.R.Mill) P.D.Sell]

 = [syn. Pteridium aquilinum var. osmundaceum Christ]

 = [syn. Pteridium aquilinum var. pinetorum (C.N.Page & R.R.Mill) Perestor.]

 = [syn. Pteridium latiusculum subsp. pinetorum (C.N.Page & R.R.Mill) Fraser-Jenk.]

 ≡ [syn. Pteridium pinetorum C.N.Page & R.R.Mill] — орляк Сосновый, как вид занимает значительные территории в пределах Северной Евразии — Шотландия, Скандинавия, на юг — до Германии и Польши, большая часть России, включая Сибирь.

 = [syn. Pteridium pinetorum subsp. osmundaceum (Christ) C.N.Page]

10. Pteridium aquilinum subsp. pseudocaudatum (Clute) Hultén (1941) — конечные сегменты пёрышек примерно в 6–15 раз длиннее ширины; Края сегментов и абаксиальная поверхность средней жилки и ребер лопасти от редковолосистых до голых.

 = [syn. Filix-foemina aquilina var. pseudocaudata (Clute) Farw.]

 = [syn. Pteridium aquilinum var. pseudocaudatum (Clute) A.Heller]

 ≡ [syn. Pteridium aquilinum var. pseudocaudatum Clute]

 = [syn. Pteridium latiusculum var. pseudocaudatum (Clute) Maxon]

 = [syn. Pteridium pseudocaudatum (Clute) Christenh.]

 = [syn. Pteris aquilina var. pseudocaudata Clute]

 = [syn. Pteris latiuscula var. pseudocaudata (Clute) E.P.St.John & R.P.St.John]

 = [syn. Pteris pseudocaudata (1901)]

11. Pteridium aquilinum subsp. pubescens (Underw.) J.A.Thomson, Mickel & Mehltr. (2008) — Орляк обыкновенный опушённый — пёрышки расположены под углом почти 90° к центральной оси; внешний индузий (тонкий перепончатый покров, особенно щиток, закрывающий сорус на листьях папоротника) волосистый по краю и часто на поверхности; волоски на абаксиальной поверхности лопаток обильные, рыхлые, раскидистые.

 = [syn. Filix foemina var. lanuginosa (Bong.) Farw.]

 = [syn. Filix-foemina aquilina var. lanuginosa (Bong.) Farw.]

 = [syn. Pteridium aquilinum f. decipiens (G.Lawson) Fernald]

 = [syn. Pteridium aquilinum subsp. lanuginosum (Bong.) Hultén]

 = [syn. Pteridium aquilinum var. lanuginosum (Bong.) Fernald]

 ≡ [syn. Pteridium aquilinum var. pubescens Underw. (1900)basionym]

 = [syn. Pteridium pubescens (Underw.) Christenh.]

 = [syn. Pteris aquilina subsp. decipiens G.Lawson]

 = [syn. Pteris aquilina var. lanuginosa Bong.]

 = [syn. Pteris aquilina var. pubescens (Underw.) Clute]

 = [syn. Pteris aquilina var. pubescens (Underw.) Kunze]

 = [syn. Pteris latiuscula var. lanuginosa (Bong.) Small]
12. Pteridium aquilinum subsp. wightianum (Wall. ex J.Agardh) W.C.Shieh (1973)

 = [syn. Cincinalis villosa (Fée) Trevis.]

 = [syn. Pteridium aquilinum subsp. revolutum (Blume) Xiao Q.Chen & X.C.Zhang]

 = [syn. Pteridium aquilinum subsp. wightianum (Wall. ex J.Agardh) Á.Löve & D.Löve]

 ≡ [syn. Pteridium aquilinum var. osmundoides Christ]

 = [syn. Pteridium aquilinum var. osmundoides Christ ex H.Lév.]

 = [syn. Pteridium aquilinum var. wightianum (Wall. ex J.Agardh) R.M.Tryon]

 = [syn. Pteridium capense var. densum Nakai]

 = [syn. Pteridium capense var. densum Tagawa]

 ≡ [syn. Pteridium falcatum Ching]

 = [syn. Pteridium falcatum Ching ex S.H.Wu]

 ≡ [syn. Pteridium lineare Ching]

 = [syn. Pteridium lineare Ching ex S.H.Wu]

 = [syn. Pteridium revolutum (Blume) Nakai] — Орляк отогнутый

 = [syn. Pteridium revolutum var. muricatulum Ching & S.H.Wu]

 = [syn. Pteridium revolutum var. revolutum]

 = [syn. Pteridium revolutum var. wightianum (Wall. ex J.Agardh) Fraser-Jenk.]

 = [syn. Pteridium yunnanense Ching & S.H.Wu]

 = [syn. Pteris densa Wall.]

 = [syn. Pteris excelsa Blume]

 = [syn. Pteris lanigera Blume]

 = [syn. Pteris recurvata Wall.]

 = [syn. Pteris recurvata Wall. ex J.Agardh]

 ≡ [syn. Pteris recurvata var. wightiana J.Agardh basionym]

 = [syn. Pteris revoluta Blume]

 = [syn.  Pteris villosa Fée]

 = [syn. Pteris wightiana Wall.]

 = [syn. Teris recurvata subsp. wightiana J.Agardh]

13. Pteridium aquilinum var. esculenta (G.Forst.) Hieron. (1896) — разновидность, произрастающая во влажном тропическом биоме Австралии, Новой Зеландии и Южной Америки. POWO выделяет её в отдельный вид. 

 = [syn. Cincinalis esculenta (G.Forst.) Trevis. (1874)]

 = [syn. Ornithopteris esculenta (G.Forst.) J.Sm. (1875)]

 = [syn. Pteridium aquilinum subsp. esculentum (G.Forst.) Bonap. (1917)]

 = [syn. Pteridium aquilinum var. esculentum  (G.Forst.) Kuhn (1882)]

 = [syn. Allosorus esculentus (G.Forst.) C.Presl (1836)]

 = [syn. Pteris aquilina f. esculenta (G.Forst.) Christ (1900)]

 = [syn. Pteris aquilina var. esculenta (G.Forst.) Hook.f. (1854)]

 = [syn. Pteris esculenta G.Forst. (1786)]

 = [syn. Pteris esculenta (G.Forst.) Cockayne (1908)]

## Хозяйственное значение и применение

### Сбор
В Красноярском, Приморском и Камчатском краях осуществляется сбор для экспорта в Японию и Китай в сыром и переработанном виде. Урожайность молодых листьев (Приморский и Хабаровский края) — 100–950 кг/га, зрелых — 900–8500 кг/га, в зависимости от густоты зарослей. Сбор производят на границе весны и лета.

Заготовка побегов папоротника-орляка и других видов папоротника должна вестись способами, не ухудшающими состояние их заросли, и в объёмах, обеспечивающих своевременное воспроизводство их запасов. Запрещается вырывать растения с корнями, повреждать листья (вайи) и корневища папоротника. Съедобным побегом папоротника считается целый, не поврежденный побег, на верхушке которого должно быть не более трёх нераспустившихся листков. Оптимальная высота побегов, пригодных к сбору, —от 20–25 см до 30–40 см, в зависимости от района заготовки и условий произрастания<...>

Статья 4, пункт 5 Закона Приморского края 141-КЗ «Об использовании лесов…» от 23 октября 2007 года

### В кулинарии
Несмотря на установленную токсичность, глобальное распространение P. aquilinum — это пятый по распространенности вид сорного растения в мире — означает, что он имеет долгую историю потребления во многих частях мира. Токсичность и широкое распространение привели к изменению культурного отношения к потреблению растения. В Соединённом Королевстве, где P. aquilinum чрезвычайно успешен, корневище употребляли в пищу во время и после Первой мировой войны. Однако теперь Королевское садоводческое общество категорически не рекомендует его употреблять из-за токсичности.
Папоротник-орляк — широко употребляемый в пищу овощ в Корее, Японии, на Дальнем Востоке России, в некоторых частях Китая, где исторически он был одним из наиболее важных потребляемых дикорастущих овощей. Население этих стран, где традиционно потребляется папоротник-орляк, смогло получить доступ к нему в новых местах после иммиграции благодаря повсеместному распространению P. aquilinum. В этих регионах, а также в некоторых странах Южной Африки, на островах Полинезии молодые, ещё не развернувшиеся вайи и побеги орляка (рахисы папоротника), называемые «улитками», используют в пищу как овощ (наподобие спаржи или маслин в европейских странах) или, предварительно вымочив в солёной воде, жарят; употребляют также для салатов, начинок, приправ; впрок заготовляют в солёном и маринованном виде.
На российском Дальнем Востоке производят консервы «Папоротник жареный в масле».
В Корее папоротник-орляк известен как госари. Его замачивают, пропаривают и жарят, и его часто едят как гарнир (намуль). Это также классический ингредиент пибимпаба. С орляком готовят корейские оладьи чон.

В Японии папоротник-орляк известен как вараби (蕨, ワラビ), а желеобразный крахмал, приготовленный из его корневищ, является ключевым ингредиентом охлажденного десерта «вараби-моти» (яп. 蕨餅, пирожки с начинкой). Молодые побеги папоротника как разновидность сансай (горных овощей) готовят на пару, варят или готовят в супах. Побеги также консервируют в соли, саке или мисо.

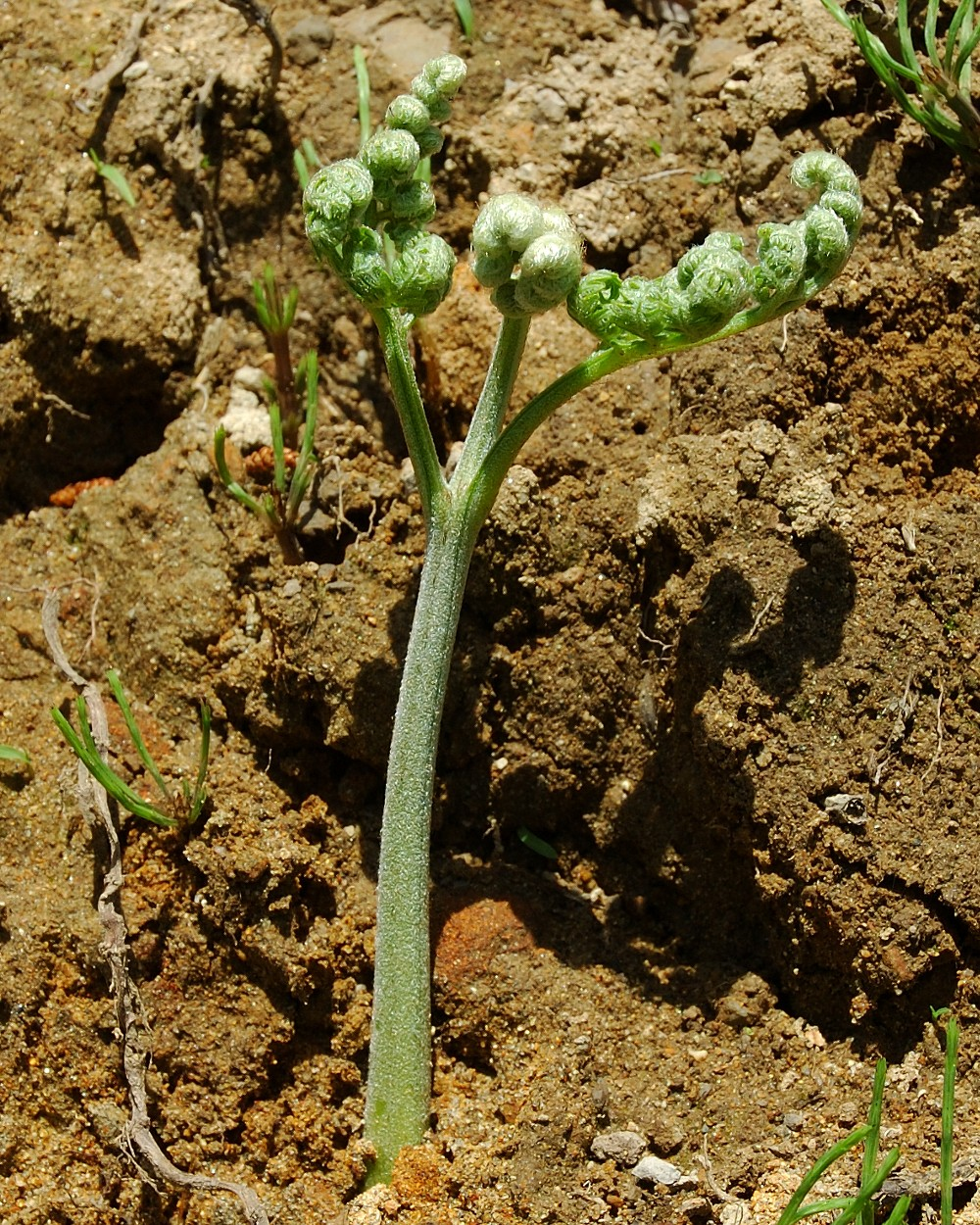
Улитки оряка
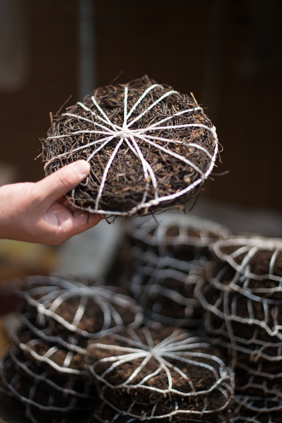
Сушеный папоротник (госари) из Кореи.
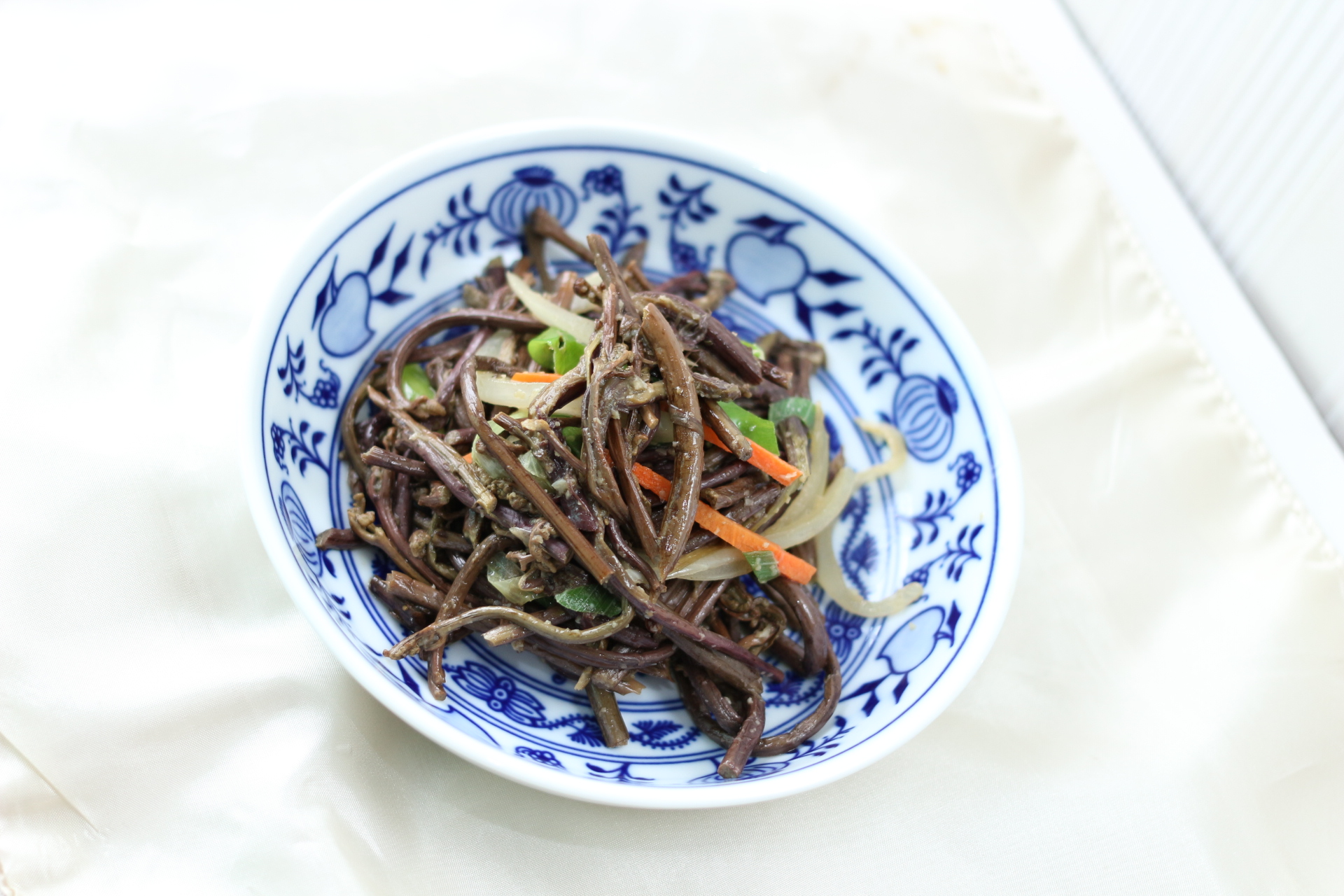
Жареный папоротник с приправами (госари намул) из Кореи
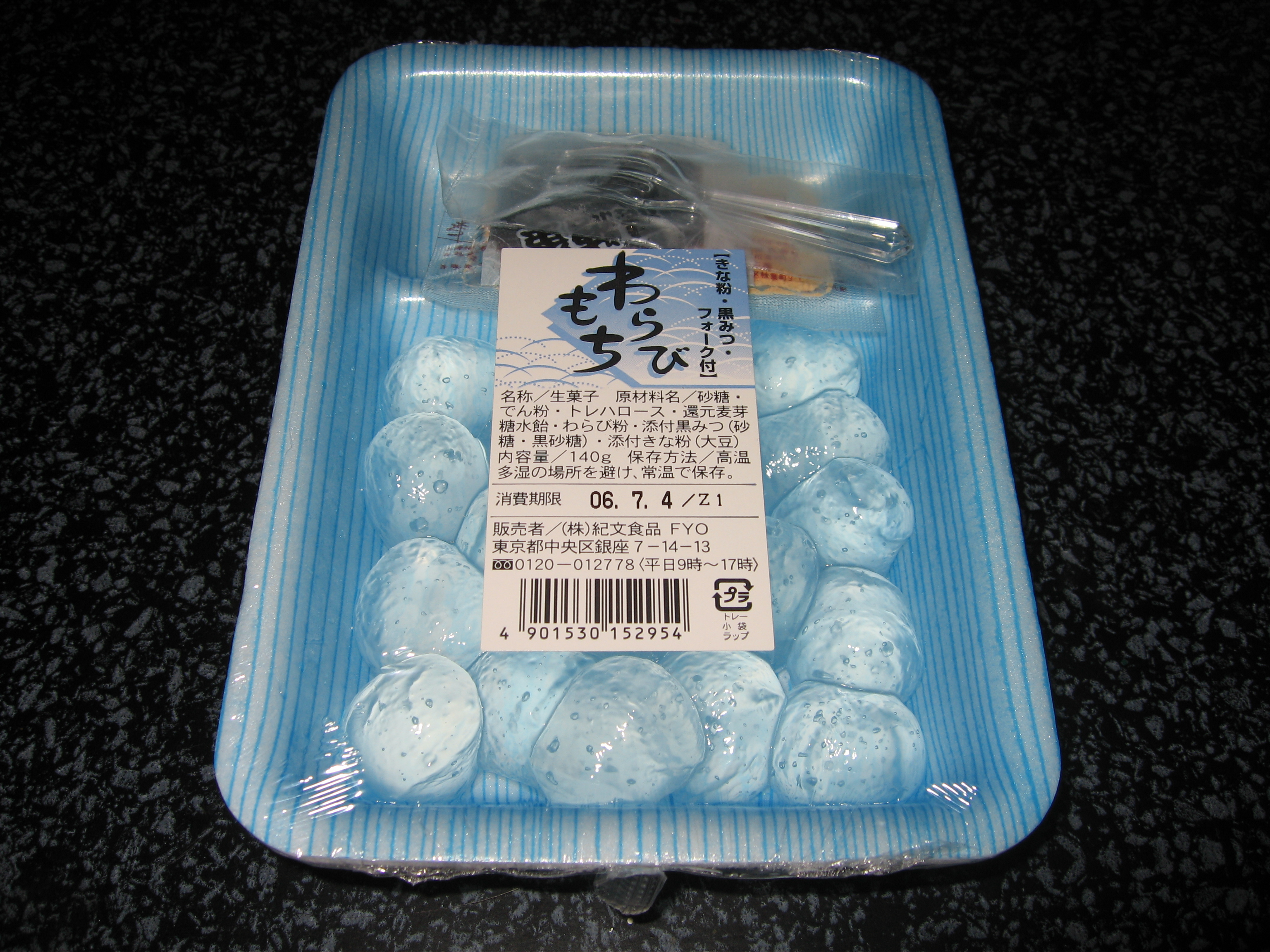
Варабимоти (желе из папоротника) в коммерческой упаковке в Японии
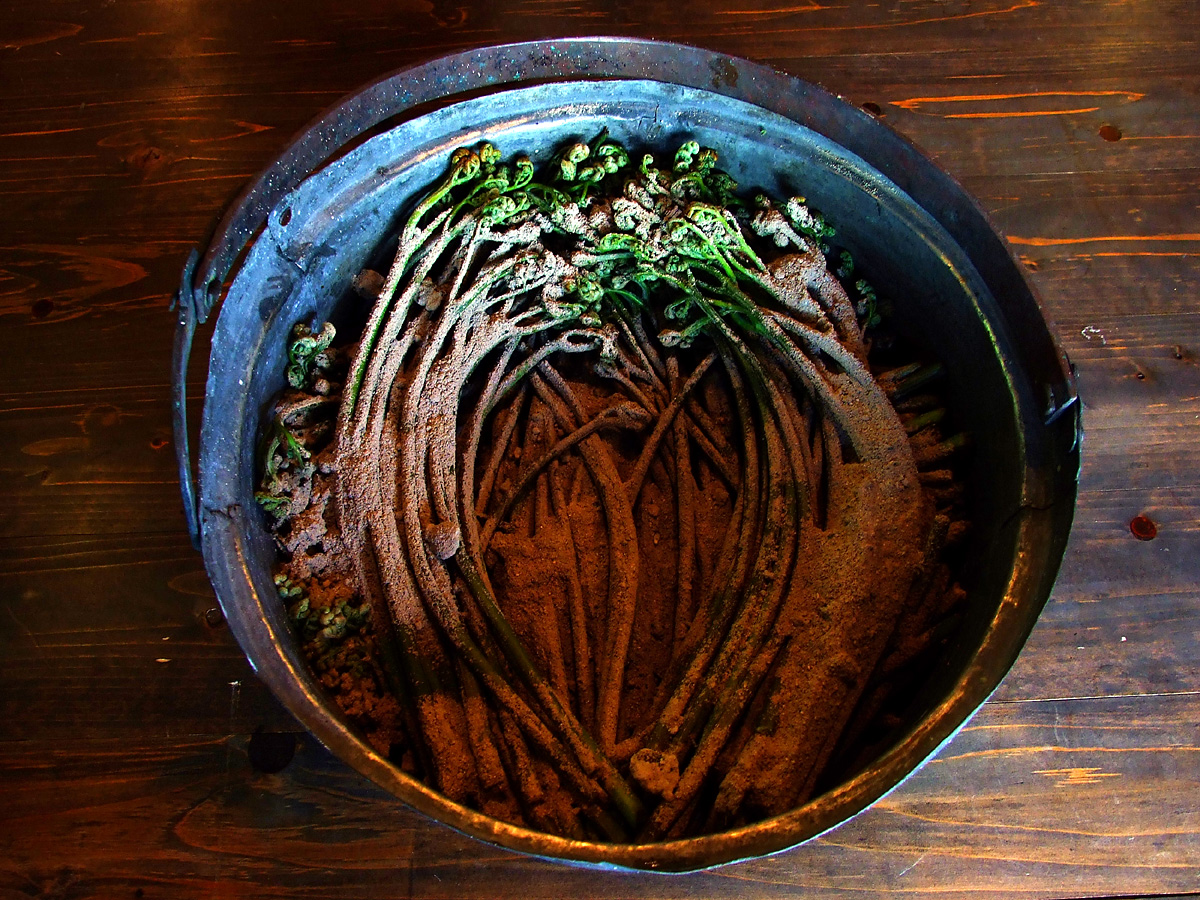
Традиционное для Японии вымачивание побегов папоротника с древесной золой для удаления токсинов
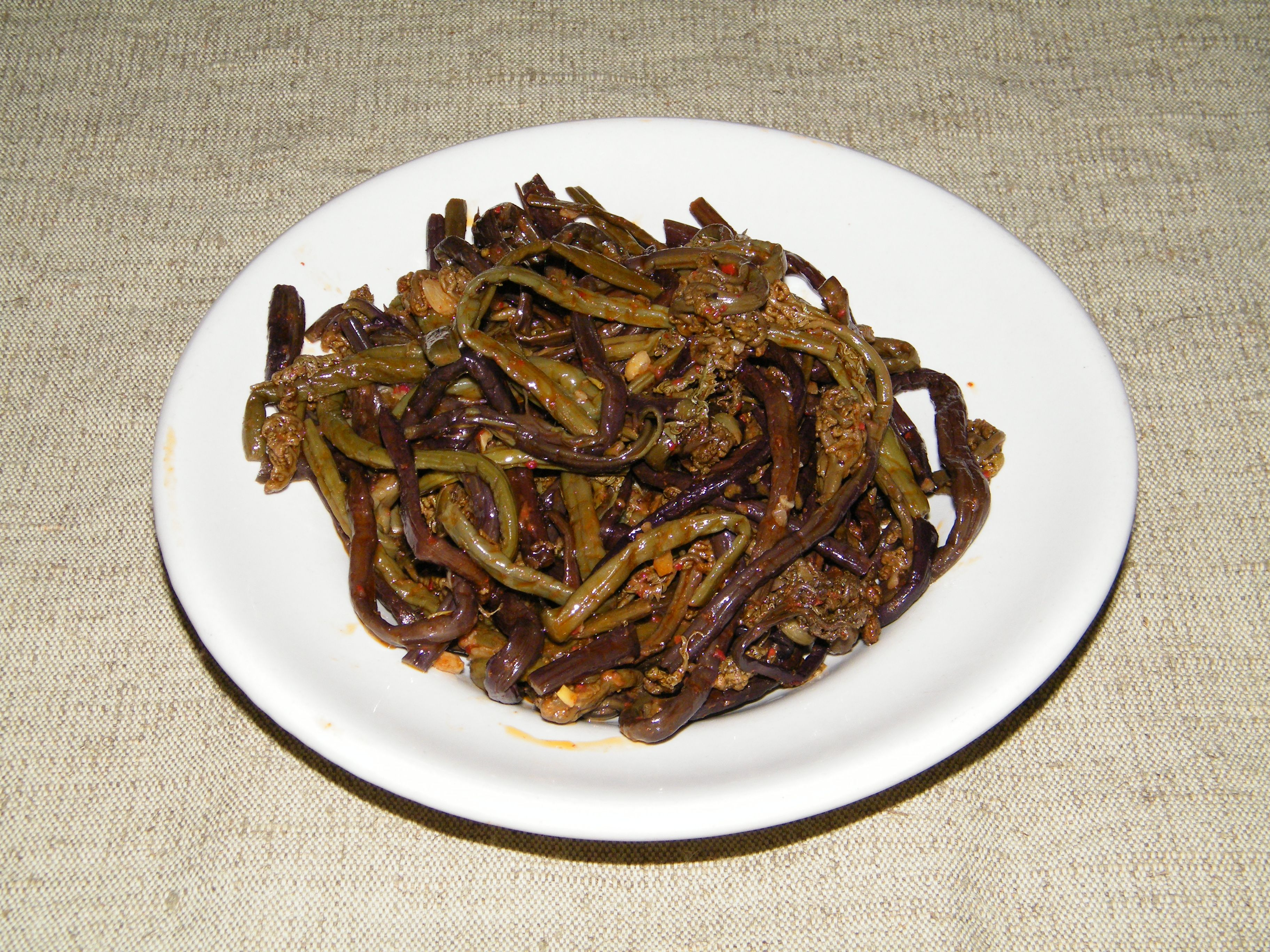
Салат из маринованного папоротника-орляка
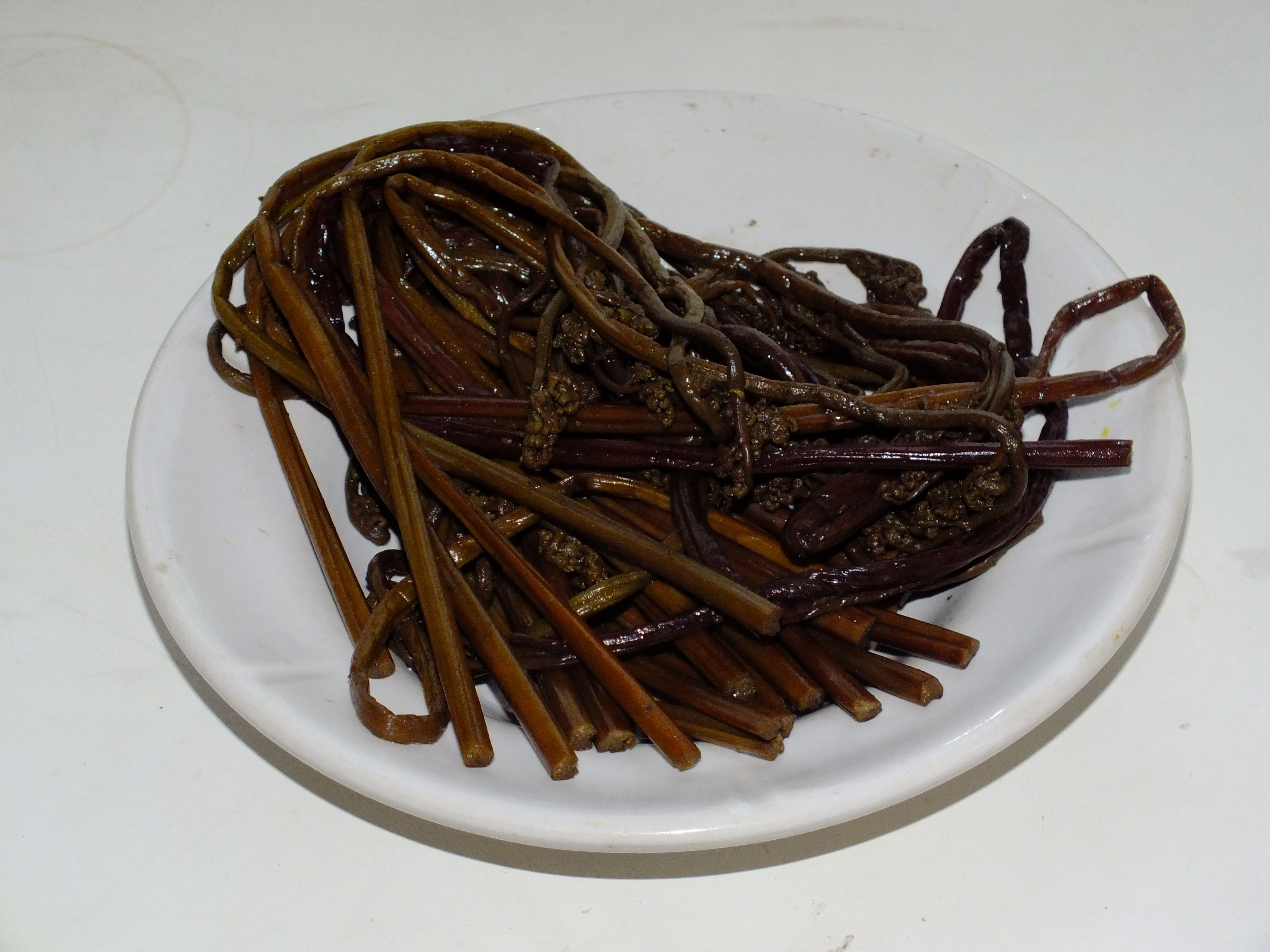
Солёный папоротник-орляк (кулинарный полуфабрикат)

Сухие измельчённые корневища пригодны для выпечки хлеба, печёные — в пищу. На Канарских островах корневище исторически использовалось для приготовления каши под названием гофио.
Маори Новой Зеландии, аборигены Канарских островов, индейцы Северной Америки приготовляли из высушенных и измельчённых корневищ орляка суррогат хлеба или употребляли их в пищу в сыром виде (на Канарах такой хлеб называется исп. helecho, «папоротник»). В голодные годы хлеб из орляка пекли и в некоторых европейских странах.
Побеги папоротника использовались для производства пива в Сибири и у коренных народов Северной Америки.

### Хозяйственное применение
Корневища содержат до 46 % крахмала, используются для приготовления клея, в пивоварении; поедаются кабанами и свиньями (для другого скота в сене и силосе ядовиты). Листья поедают козы.
Используется для изготовления репеллента для клопов, мух, тараканов, пауков.
Листья используются крестьянами против гниения: в них завёртывают снедь, плоды и овощи; их подстилают скоту в хлевах (считается, что это улучшает навоз). В ветеринарии листья (в составе корма) применяют при эпидемических заболеваниях кур.
В Англии в Средние века листьями орляка крыли крыши домов. Орляк использовался и на топливо, на удобрение.
В золе корневищ и листьев содержится поташ (карбонат калия), который применяется в производстве тугоплавкого стекла и зелёного мыла. Моющие и отбеливающие свойства поташа были известны даже до появления мыла. Шарики золы летом заготавливали впрок и использовали для получения щёлока для стирки в течение всего года. Эта практика в некоторых районах Британских островов продолжалась вплоть до XIX века.
Корневища окрашивают шерсть (по протраве) в чёрный и различные тона жёлтого цвета. Листья дают оливковую и зелёную краску различных оттенков для шёлка.
Индейцы Северной Америки использовали корневища для плетения рогож, сетей и как отделочный материал, листья — для изготовления зонтиков и как кровельный материал.
Черешки листьев можно использовать для плетения грубой тары.
Листья пригодны как дубитель.

### В народной медицине
В китайской медицине применяют как диуретическое, жаропонижающее, при инфекционном гепатите.
В индийской медицине отвар используют при инфильтрате селезёнки.
Настой корневищ в XIX веке употреблялся в народной медицине как противоглистное средство (сведения об антигельминтных свойствах противоречивы), для лечения поноса и рахита у детей; отвар — как противокашлевое, слабительное, тонизирующее, ранозаживляющее («от коросты и шелудей»); отвар (внутрь), настойка (местно) — при ревматизме. Водный и спиртовой экстракты проявляют бактериостатическую активность. Отвар корневища применяют при болезнях органов дыхания, как анальгезирующее при гастралгии, миалгии, головной боли, вяжущее при диарее, при инфильтрате селезёнки; отвар, мазь (местно) — при экземе, абсцессах; в Калифорнии у индейцев — при алопеции. В народной медицине отвар листьев используют при ревматизме, при диатезе у детей. Анненков отмечал, что в некоторых местах  листьями набивали «тюфяки для золотушиыхъ дѣтей» —то есть лечили различные заболевания у детей, проявляющиеся на коже.
В монгольской медицине листья применяют как ранозаживляющее, отвар — противолихорадочное.

## Выращивание
Как декоративное растение орляк обыкновенный можно использовать в садах и парках. В пищевых целях орляк культивируется с 1960-х годов в городах Оме, Токио, префектуре Айти, префектуре Ибараки, в префектуре Ямагата и др.

### Научные статьи
- Гуриева И. И., Пейдж К. Н., Романова С. Б., Улько Д. О. Морфологическое и таксономическое разнообразие орляка в Северной Евразии // Проблемы изучения растительного покрова Сибири: Материалы V Международной научной конференции, посвященной 130-летию Гербария им. П.Н. Крылова и 135-летию Сибирского ботанического сада Томского государственного университета (Томск, 20-22 октября 2015 г.). — Томск : Издательский дом Томского государственного университета, 2015. – 362 с. : сборник. — Томск: Издательский дом Томского государственного университета, 2015. — С. 64–66. — ISBN 978-5-94621-503-9.
- Гуриева И. И., Пейдж К. Н. К вопросу о систематическом положении орляка в Сибири // Систематические заметки по материалам гербария им. П. Н. Крылова Томского государственного университета. — 2005. — Вып. 95. — С. 18–26. — ISSN 2076-4103.
- Гуриева И. И., Пейдж К. Н. Род Pteridium (Hypolepidaceae) в Северной Евразии // Ботанический журнал. — 2008. — Т. 93, вып. 6. — С. 915–934. — ISSN 0006-8136.
- Степанов Н. В. Новый подвид Pteridium pinetorum c.n. page et r.r. mill (Hypolepidaceae) из Западного Саяна // Систематические заметки. — Сибирский федеральный университет, Красноярск, 2012. — № 105. — С. 8–14.
- Черемных Д. А., Губаненко Г. А., Анискина А. А., Речкина Е. А., Киселева О. В. Летучие соединения свежего Pteridium aquilinum (L.) Kuhn, произрастающего в Красноярском крае // Ползуновский вестник : журнал. — 2022. — Вып. 2. — С. 57–64. — ISSN 2072-8921. — doi:10.25712/ASTU.2072-8921.2022.02.008.
- S J. Whitehead, J. Digby. The morphology of bracken (Pteridium aquilinum (l.) kuhn) in the North York Moors—a comparison of the mature stand and the interface with heather (Calluna vulgaris (l.) hull) 1. The fronds (англ.) // Annals of Applied Biology. — 1997. — Vol. 131, iss. 1. — P. 103–116. — ISSN 0003-4746. — doi:10.1111/j.1744-7348.1997.tb05399.x.
- Maxi Boronczyk, Andrea Hahne, Kristin Hess und Bianca Rau. Problempflanze Adlerfarn: Die Auswirkungen auf die Artenvielfalt und verschiedene Strategien zur Bekämpfung. (нем.) // Pulsatilla : журнал. — 2005. — Nr. 8. — S. 33–39. Архивировано 8 декабря 2015 года.
- Kiyoyuki Yamada, Hideo Kigoshi. Synthesis of the Bracken Ultimate Carcinogen and Its Reactivity toward DNA (яп.) // Journal of Synthetic Organic Chemistry, Japan. — 1995. — 第53巻, 第1号. — 第13–21 頁. — ISSN 0037-9980. — doi:10.5059/yukigoseikyokaishi.53.13.
- Joana Gomes, Ana Magalhães, Valérie Michel, Inês F. Amado, Paulo Aranha, Rikke G. Ovesen, Hans C. B. Hansen, Fátima Gärtner, Celso A. Reis, Eliette Touati. Pteridium aquilinum and Its Ptaquiloside Toxin Induce DNA Damage Response in Gastric Epithelial Cells, a Link With Gastric Carcinogenesis // Toxicological Sciences[англ.]. — 2012. — Т. 126, вып. 1. — С. 60–71. — ISSN 1096-0929. — doi:10.1093/toxsci/kfr329.